# Vile Live
Vile Live es un relanzamiento del disco de 1996 Vile de la banda estadounidense de death metal Cannibal Corpse. Salió a la venta el 6 de marzo de 2007, incluyendo las pistas originales y un DVD con dieciocho canciones de la gira que se realizó entre 1997 y 1998 para promocionar Vile.

## Lista de canciones
1. "Devoured by Vermin"
2. "Mummified in Barbed Wire"
3. "Perverse Suffering"
4. "Disfigured"
5. "Bloodlands"
6. "Puncture Wound Massacre"
7. "Relentless Beating"
8. "Absolute Hatred"
9. "Eaten from Inside"
10. "Orgasm Through Torture"
11. "Monolith"

## DVD

### 3 de febrero de 1997
1. "Perverse Suffering"
2. "Stripped Raped and Strangled"
3. "Covered with Sores"
4. "Monolith"
5. "Addicted to Vaginal Skin"
6. "Force Fed Broken Glass"
7. "Fucked with a Knife"
8. "Gutted"
9. "Bloodlands"
10. "Shredded Humans"
11. "Staring Through the Eyes of the Dead"
12. "A Skull Full of Maggots"
13. "Devoured by Vermin"
14. "Hammer Smashed Face"

### 4 de febrero de 1997
1. "Pulverized"
2. "Puncture Wound Massacre"
3. "Mummified in Barbed Wire"
4. "Orgasm Through Torture"

- Datos: Q8274103